# Николай (Чашин)
Архиепископ Николай (в миру Сергей Николаевич Чашин; 28 апреля 1972, посёлок Комсомольский, Мордовская АССР) — архиерей Русской православной церкви, архиепископ Салехардский и Ново-Уренгойский. Брат митрополита Сингапурского и Юго-восточно-азиатского Сергия (Чашина).

## Биография
Родился 28 апреля 1972 года в посёлке Комсомольский Чамзинского района Мордовской АССР.
В 1989 году окончил среднюю школу в посёлке Комсомольский. В 1990—1992 годы проходил срочную службу в Вооруженных силах.
В 1992—1996 годы трудился при православном братстве святых благоверных князей Бориса и Глеба города Тутаев Ярославской области.
С осени 1996 года трудился в Новосибирской епархии, участвовал в строительстве мужского монастыря в честь Михаила Архангела в селе Козиха.
6 октября 1996 года пострижен в монашество епископом Новосибирским Сергием (Соколовым) с наречением имени Николай в честь святителя Николая, архиепископа Мир Ликийских.
8 декабря 1996 года в Вознесенском кафедральном соборе города Новосибирска рукоположён во иеродиакона епископом Новосибирским и Бердским Сергием (Соколовым).
15 декабря 1996 года рукоположён во иеромонаха епископом Новосибирским и Бердским Сергием в Вознесенском соборе города Новосибирска.
17 июля 1997 года решением Священного Синода назначен наместником вновь образованного мужского монастыря в честь Покрова Пресвятой Богородицы села Завьялово Искитимского района Новосибирской области.
В 1999—2000 годы исполнял обязанности благочинного Юго-Восточного округа Новосибирской епархии.
В 2000—2009 годы — председатель епархиальной комиссии по делам монастырей.
В 2000 году возведён в сан игумена.
В 1998—2004 годы заочно обучался в Московской духовной семинарии, в 2004—2010 годы — в Московской духовной академии.
Решением Священного Синода Русской православной церкви от 26 июля 2010 освобождён от должности наместника Новосибирского Покровского мужского монастыря. 26 августа 2010 года уволен от всех должностей и зачислен в штат Владивостокской епархии. 27 августа того же года назначен настоятелем храма Успения Божией Матери города Владивостока. 2 ноября назначен благочинным Центрального округа Владивостокской епархии.

### Епископское служение
22 марта 2011 года решением Священного синода РПЦ избран епископом Звенигородским, викарием Московской епархии. 10 апреля в кафедральном соборном храме Христа Спасителя был возведён патриархом Кириллом в сан архимандрита. 16 апреля в кафедральном соборном храме Христа Спасителя наречён во епископа Звенигородского, викария Московской епархии. 17 апреля хиротонисан во епископа Звенигородского, викария Московской епархии. Хиротонию в кафедральном соборном храме Христа Спасителя совершили Патриарх Московский и всея Руси Кирилл; митрополиты Крутицкий и Коломенский Ювеналий, Саранский и Мордовский Варсонофий; архиепископы Истринский Арсений (Епифанов), Владивостокский и Приморский Вениамин (Пушкарь), Верейский Евгений (Решетников), Егорьевский Марк (Головков); епископы Зарайский Меркурий (Иванов), Дмитровский Александр (Агриков), Бронницкий Игнатий (Пунин), Солнечногорский Сергий (Чашин), Подольский Тихон (Зайцев), Рыбинский Вениамин (Лихоманов).
30 мая 2011 года решением Священного синода РПЦ был назначен епископом Салехардским и Ново-Уренгойским. 5 июня прибыл в епархию.
20 ноября 2016 года за Божественной литургией в храме Христа Спасителя в Москве в ходе празднования 70-летия Патриарха Кирилла «за усердное служение Церкви Божией в Салехардской епархии» был возведён в сан архиепископа.
В Салехардской епархии архиепископ Николай воздвиг большое количество храмов, среди которых Преображенский собор в Салехарде и Богоявленский собор в Новом Уренгое. Стараниями владыки основываются новые духовно-просветительские центры, воскресные школы и православные гимназии, ведётся миссионерская работа с коренными народами севера. 

## Семья
- Отец — Николай Петрович Чашин (род. 1950);
- Мать — игумения Варвара (Волгина);
- Брат — митрополит Сингапурский и Юго-Восточно-Азиатский, Сергий (Чашин);
- Сестра — монахиня Олимпиада (Чашина)

## Награды
- Орден преподобного Серафима Саровского III степени — во внимание к усердным архипастырским трудам и в связи с 50-летием со дня рождения[12][13]
- Орден Преподобного Серафима Саровского II степени
- Знак отличия «За заслуги перед Ямалом»